# 33412 Arjunsubra
33412 Arjunsubra este o planetă minoră (asteroid), cu un diametru de 6,498 km, din centura de asteroizi. A fost descoperită pe 10 februarie 1999 la Experimental Test Site⁠(d) de Lincoln Near-Earth Asteroid Research. 
Obiectul prezintă o orbită caracterizată de o semiaxă mare de 2,3052191 UAi, o excentricitate de 0,2, o înclinație de 3,97436 ° în raport cu ecliptica.